# 田中誠人 (子役)
田中 誠人（たなか まこと、2010年〈平成22年〉8月25日 - ）は、日本のミュージカル俳優、声優、歌手、元子役である。東京都出身。劇団ひまわり所属。

## 概要
2歳で劇団ひまわりに入団。
2019年実施されたミュージカル『忍たま乱太郎』に福富しんべヱ役を演じたことを2022年に自身のX(旧Twitter)にて報告している。なお、上記作品が当時小学3年生の自身初の出演舞台であることも公表している。
2022年から放送を開始したテレビアニメ『ちいかわ』でハチワレ役を演じたことで話題を集めた。
同年12月7日に放送された音楽特番「2022FNS歌謡祭」では、ちいかわのハチワレの歌「ひとりごつ」を披露した。
2025年2月4日に放送されたちいかわの第241話「柿の種わさび」では、ハチワレの声が以前より低くなっており14歳であることから声変わりなのではと話題を集め、Twitter上では「声変わり」がトレンド1位となった。声優の成長を喜び続投を望む好意的な声が上がる一方、ハチワレのイメージと違和感があるといった意見もあり、現在注目を集めている。同日、ちいかわの公式X（旧Twitter）アカウントから照れている表情のハチワレと、それを囲うちいかわとウサギが描かれたイラストが投稿された。

## 人物
趣味はピアノ、将棋、音読、日本舞踊、ルービックキューブ5×5。ロボットやプログラミングに関心がある。昆虫も好きであり、将来の夢に昆虫写真家を挙げている。

## 出演
太字はメインキャラクター。

### 舞台
- ミュージカル「忍たま乱太郎」第十弾〜これぞ忍者の大運動会だ！～（2019年5月 - 6月、シアターGロッソ 他） - 福富しんべヱ(B) 役 [8]
- ミュージカル「忍たま乱太郎」第十弾再演 ～これぞ忍者の大運動会だ！～（2019年10月 - 11月、シアターGロッソ 他） - 福富しんべヱ(B) 役[9]
- serial number 05「All My Sons」（2020年10月1日 - 11日、シアタートラム） - バート役[10]
- ミュージカル「オリバー!」（2021年10月 - 12月、東急シアターオーブ、梅田芸術劇場） - キッパー役[11]
- ミュージカル「メリー・ポピンズ」（2022年3月 - 6月、東急シアターオーブ、梅田芸術劇場） - マイケル・バンクス役[12]
- KAAT神奈川芸術劇場プロデュース「蜘蛛巣城」（2023年2月 - 3月、KAAT神奈川芸術劇場、兵庫県立芸術文化センター、枚方市総合文化芸術センター、やまぎんホール）※Wキャスト[13]
- ミュージカル「王様と私」（2024年4月9日 - 5月8日、日生劇場、梅田芸術劇場） - アンナの息子・ルイス役[14][15]

### テレビアニメ
- パズドラクロス（2018年）- 幼いエース役
- RE-MAIN（2021年）- 網浜秀吾〈少年〉役
- ちいかわ（2022年 - ） - ハチワレ 役[16]

### 劇場アニメ
- 若おかみは小学生!（2018年） - 木瀬翔太 役[3]
- 劇場版ごん GON, THE LITTLE FOX（2019年） - ごん 役[17]
- 鹿の王 ユナと約束の旅（2022年）- ヨキの子役

### テレビドラマ
- 連続テレビ小説「とと姉ちゃん」（2016年、NHK） - 庸蔵 役[3]
- 富士ファミリー2017（2017年1月3日、NHK） - ゴウ君 役
- 孤独のグルメ Season6 第10話    （2017年6月17日、テレビ東京）  - 登山客・子供 役
- 怪盗戦隊ルパンレンジャーVS警察戦隊パトレンジャー 第15話（2018年5月20日、テレビ朝日） - 園児・颯太 役

### ラジオドラマ
- 青春アドベンチャー（NHK-FM）
  - 『夜露姫』（2018年6月4日 - 15日）[18]
  - 『時めがね金沢うた絵巻』（2020年1月6日 - 17日）[19]
- 計算の神様（IBC岩手放送、2023年12月25日） - 又三郎 役[20]

### 映画
- 僕らのごはんは明日で待ってる（2017年1月7日、アスミック・エース） - 絵本を読む少年 役

### ゲーム
- Shadowverse（2022年、Cygames） - ハチワレ 役[21]

### 吹き替え
- アソーカ（2023年、ジェイセン・シンドゥーラ）
- ラ・パルマ（トビアス〈ベルナルド・S・ラガー〉）

## ディスコグラフィ

### キャラクターソング
| 発売日        | 商品名     | 歌                   | 楽曲           | 備考                           |
| ------------- | ---------- | -------------------- | -------------- | ------------------------------ |
| 2022年6月10日 | ひとりごつ | ハチワレ（田中誠人） | 「ひとりごつ」 | テレビアニメ『ちいかわ』劇中歌 |